# 2028년 미국 상원의원 선거
2028년 미국 상원의원 선거는 전체 100석의 미국 상원 의원 중 6년 임기가 만료되어 새로 선출하는 34석(전체의 1/3)의 의원을 선출하기 위해 2028년 11월 7일에 대선과 하원 총선과 동시에 실시된 선거이다.

## 선거 결과
| ↓      |        |        |  |
| 0      | 0      | 2      |  |
| 공화당 | 민주당 | 무소속 |  |

## 같이 보기
- 2028년 미국 하원의원 선거
- 2028년 미국 대통령 선거
- 2028년 미국 주지사 선거